# Never Let You Go (Rudimental)
Never Let You Go è un singolo del gruppo musicale britannico Rudimental, pubblicato il 27 aprile 2015 come secondo estratto dal secondo album in studio We the Generation.

## Descrizione
Seconda traccia dell'album, Never Let You Go ha visto la partecipazione vocale del cantautore britannico Foy Vance ed è stato eseguito per la prima volta il 19 maggio 2015 presso il programma televisivo Later... with Jools Holland, sponsorizzato dalla BBC.

## Pubblicazione
Il brano è stato annunciato per la prima volta dal gruppo attraverso Facebook il 27 aprile 2015, data nel quale ha fatto il suo debutto nelle stazioni radiofoniche.
Sebbene l'uscita del singolo sia stata annunciata per il 4 giugno 2015 nel Regno Unito, lo stesso è stato reso disponibile per il download digitale il 28 aprile in alcuni Paesi europei.

## Video musicale
Il videoclip, diretto da Nez (il quale collaborò in precedenza con i Rudimental alla realizzazione di quello per Waiting All Night) e girato tra il Regno Unito, il Marocco, l'Ucraina e Los Angeles (Stati Uniti d'America), è stato pubblicato il 4 giugno 2015 attraverso il canale ufficiale del gruppo.

## Tracce
Testi e musiche di Amir Amor, Kesi Dryden, Piers Aggett, Leon Rolle, Johnny MacDaid e Foy Vance.
Download digitale
1. Never Let You Go – 3:54

CD promozionale (Regno Unito)
1. Never Let You Go (Radio Edit) – 3:33
2. Never Let You Go – 3:54

Download digitale – Remix EP
1. Never Let You Go (Don Diablo Remix) – 4:34
2. Never Let You Go (Feder Remix) – 4:39
3. Never Let You Go (Soul Clap Remix) – 6:11
4. Never Let You Go (SpectraSoul Remix) – 4:35
5. Never Let You Go (M.A.X Remix) – 5:06
6. Never Let You Go (Weiss Remix) – 6:04

## Formazione
Gruppo
- Amir Amor – chitarra, sintetizzatore, cori
- Piers Aggett – strumenti ad arco, basso, cori
- Kesi Dryden – programmazione della batteria, cori
- Leon "DJ Locksmith" Rolle – pianoforte, cori

Altri musicisti
- Foy Vance – voce
- Dan Owen – cori
- Mark Crown, Harry Brown – trombe
- Taurean Antoine-Chagar – sassofono

Produzione
- Rudimental – produzione
  - Ben "Freeze" Humphreys – assistenza
- Mark "Spike" Stent – missaggio
  - Geoff Swan – assistenza
- Stuart Hawkes – mastering

## Classifiche
| Classifica (2015)   | Posizione massima |
| ------------------- | ----------------- |
| Belgio (Fiandre)    | 79                |
| Regno Unito         | 29                |
| Regno Unito (dance) | 7                 |